# Povijest Češke
Povijest Češke je povijest prostora koji naseljavaju Česi od doseljenja Slavena do današnje Češke Republike.

## Dolazak Slavena
Češki su teritorij od davnine (oko 400. pr. Kr. - 8. pr. Kr.) naseljavali narodi keltskoga podrijetla (Boii) i po njima je prozvana Bohemijom (njemački: Böhmen). God. 8. pr. Kr. osvajaju je Germani Markomani i Kvadi. U 5. stoljeću osvojila su ga slavenska plemena koja su oko 530. god. iz istočne Bohemije prodrla rijekama Labom i Vltavom do središta današnje Češke. Krajem tog stoljeća već postoji Moravsko Kneževstvo koje obuhvaća današnju jugoistočnu Moravsku, Záhorie u jugozapadnoj Slovačkoj, te dijelove Donje Austrije.
Od 623. do 658. god. Češka se nalazi u sastavu prve slavenske države kneza Sama. Nakon toga, Češka se našla pod franačkom vlašću, te naposljetku (od 843.) priznaje vlast Nijemaca.

## Srednjovjekovna Češka
God. 833. Moravsko kneževstvo postaje Velikomoravska Kneževina, nakon što je pod njezinu vlast došlo i Nitrijsko Kneževstvo na području današnje Slovačke i dijelovima sjeverne Mađarske. Prvi knez Velike Moravske bio je Mojmir I. (vladao 830. – 846.), a za kneza Rastislava (846. – 870.) stanovništvo je primilo kršćanstvo (sv. Ćiril i Metod).
Najveći je teritorij ova kneževina obuhvaćala oko 890. godine u doba Svatopluka I., kad je u nju pripadalo i cijelo područje današnje Češke Republike i Slovačke, zapadni dio današnje Mađarske, kao i Lužicu u današnjoj Njemačkoj, te Šlesku i područje gornje Visle u južnoj Poljskoj. Nakon Svatoplukove smrti (895.), češki su knezovi postali vazali istočnofranačkog vladara Arnulfa Karantanskoga, a Moravska je kao država prestala postojati kad su 906. – 907. na njezino područje prodrli Mađari.
Nakon propasti Velikomoravskoga kneštva, središte države se premješta u Češku u kojoj je do 10. stoljeća učvršćena središnja državna vlast na čelu s dinastijom Přemyslovića (8. – 13. st.).

## Češko kraljevstvo
Nasljedni kraljevski naslov dobio je Otokar I. Přemysl (1198.), a Češka je svoj vrhunac doživjela za vladanja Otokara II. Přemysla (1253. – 1278.). Nakon njegovog poraza i poginije na Moravskom polju 1278. god. veći dio države pripao je rimsko-njemačkom kralju Rudolfu I.
Ubrzo je dinastija Přemyslovića utrnula (1306.), a od 1310. god. Češkom vladaju kraljevi iz kuće Luksemburgovaca (do 1437.). Za Karla IV. Luksemburškog (1346. – 1378.) proširena je vlast na Lužicu i Šlesku (Zemlje Krune sv. Vaclava), a u Pragu (koji tada slovi za jedno od kulturnih središta Europe) osnovano je prvo sveučilište u središnjoj Europi (1348.).
Kralj “zlatnog doba” češke države označili su vjerski ratovi koji su potresali zemlju u 15. stoljeću. Crkva je proglasila herezom reformatorski pokret Jana Husa, te nakon što je u Konstanzu spaljen na lomači (1415.), diljem Češke i u okolnim zemljama trajali su tzv. husitski ratovi (1419. – 1436.).
Poslije Mohačke bitke i smrti kralja Ludovika II. Jagelovića (1526.), izborom Ferdinanda I. na vlast dolaze Habsburgovci (1526. – 1918.). Protureformacijske pozicije Habsburgovaca dovele su do otpora češkog protestantskog plemstva, svrgavanja Ferdinanda II. i izbora Fridrika V. Falačkog za češkog kralja kao Fridrika I. (1619.). Porazom čeških ustanika kod Bíle hore 1620. god., Češka je izgubila status kraljevstva i postala austrijskom pokrajinom.

## Nacionalno buđenje Češke
Od 16. stoljeća do kraja 1. svjetskog rata Češka i Moravska pripadale su Habsburškom Carstvu i dijelile njegovu povijest.
Otpor germanizaciji doveo je već koncem 18. stoljeća da češkog narodnog preporoda. Češka građanska skupština je 1848. god. tražila ravnopravnost s Nijemcima i sjedinjenje čeških zemalja. Član Narodnog odbora František Palacký predsjednik je Slavenskog kongresa u Pragu na kojem se raspravljalo o jačanju austrijskih Slavena: Čeha, Slovaka, Poljaka, Rusina, Hrvata, Slovenaca i Srba. Nakon sloma praškog ustanka (lipanj 1848.) uveden je Bachov apsolutizam koji je nakratko umrtvio politički život u Češkoj.
Borba za češku autonomiju nastavljena je od 1860-ih, a nakon izborne pobjede 1891. god. mladočesi traže neovisnost Češke. Njihov je vođa T. G. Masaryk emigrirao 1914. god. i u inozemstvu osnovao pokret za osnutak samostalne češke republike.

## Čehoslovačka
Godine 1919. kad su padom Austro-Ugarskoga Carstva promijenjene granice, nastala je Čehoslovačka u koju su ušle Češka, Moravska i Slovačka, a prvi predsjednik bio joj je upravo Tomáš Garrigue Masaryk (do 1935.).
Čehoslovačka, Kraljevina Jugoslavija i Rumunjska osnovale su vojni savez "Mala Antanta" (1920. – 1938.) u strahu od eventualnog pokušaja Austrije ili Mađarske da vojnim putem povrate teritorije koje je Austro-Ugarska ranije imala.
Suživot različitih etničkih sukoba (Čeha, Slovaka, Mađara, Nijemaca) u jednoj državi izazvao je opće nezadovoljstvo koje je 1938. Hitler iskoristio i pripojio Njemačkoj područje Sudeta sa stanovništvom njemačke tradicije i jezika (Münchenski sporazum). Vojna intervencija u Sudetima bila je jedna od uzroka 2. svjetskog rata, a prethodila je pripojenju cijele Čehoslovačke Reichu. U razdoblju njemačke okupacije Čehoslovačka je prestala postojati, a premijer Edvard Beneš (1935. – 1946.) odlazi u London, gdje 1940. postaje predsjednik Nacionalnog vijeća Čehoslovačke republike, koje saveznici priznaju kao legitimnu vladu u izbjeglištvu.
Poslije 2. svjetskog rata, 1948., ponovno je uspostavljena Čehoslovačka kao narodna republika u sovjetskoj utjecajnoj sferi. 20 godina kasnije vlada Aleksandra Dubčeka, sekretara čehoslovačke komunističke partije, odobrila je niz reformi koje su označile zaokret prema liberalizmu, a trajale su kratko i ušle u povijest kao "Praško proljeće". Sovjeti su u Pragu intervenirali tenkovima radi uspostavljanja staroga poretka. Gustáv Husák, slovački političar, bio je zadnji predsjednik Čehoslovačke (1975. – 1989.) i zloglasni čehoslovački komunistički vođa tijekom zadnjih 20 godina komunizma u Europi.
Čehoslovačka je postala članicom Srednjoeuropske inicijative  od 1990. god. i članicom Višegradske skupštine.
Godine 1990., nakon urušavanja sovjetskog imperija, u zemlji su održani prvi slobodni višestranački izbori (Baršunasta revolucija); za predsjednika republike izabran je Vaclav Havel, dramski pisac i vođa oporbe dotadašnjem režimu.

## Češka Republika
Dana 1. siječnja 1993. god. Češka je proglasila neovisnost te su se dogovorno rastale Češka i Slovačka i postale dvije neovisne države; Češka se danas sastoji od većeg dijela Čehoslovačke. Do 2003. god. predsjednik (u dva mandata) bio je Václav Havel, a od tada Václav Klaus.
Djelujući u pravcu regionalne suradnje, Češka je ostala članica Srednjoeuropske inicijative i Višegradske skupštine koja se od 1993. god. preorganizirala u Srednjoeuropsko područje slobodne trgovine – CEFTA.
Godine 1999. Češka Republika službeno je primljena u NATO savez, a od 2004. god. je i članica Europske unije.